# 2,3-Biphosphoglycerinsäure
2,3-Biphosphoglycerinsäure (2,3-BPG), veraltet 2,3-Diphosphoglycerat (2,3-DPG) genannt, ist ein C3-Körper mit je einer geladenen Phosphatgruppe am 2. und 3. C-Atom. Es weist des Weiteren am ersten C-Atom eine geladene Carboxygruppe auf. Insgesamt ist es in Lösung (Blut) fünffach negativ geladen. Es wird im Rapoport-Luebering-Zyklus, einem Nebenweg der Glycolyse, aus 1,3-Biphosphoglycerinsäure unter Beteiligung des Enzyms Bisphosphoglyceratmutase gebildet. Unter physiologischen Bedingungen werden etwa 20 Prozent des während der Glycolyse der Erythrozyten anfallenden 1,3-Biphosphoglycerinsäure zu 2,3-BPG umgewandelt, die restlichen 80 Prozent durchlaufen via 3-Phosphoglycerat den Hauptweg der Glycolyse.
2,3-BPG spielt bei der Regulation des Hämoglobins (Hb) eine entscheidende Rolle. Bindet es an die Tense-Form des Hämoglobins (Desoxyhämoglobin), wird diese Form stabilisiert und kann nicht in die sauerstoffaffine R-Form übergehen. Mit gebundenem 2,3-BPG gibt Hämoglobin Sauerstoff auch noch bei einem niederen Partialdruck ab. 2,3-BPG erschwert eine weitere Oxygenierung von Hämoglobin und erleichtert die Abgabe des an Hb gebundenen Sauerstoffs. Damit wird das Gleichgewicht der Sauerstoffbindungskurve (HbO2 ↔ Desoxy-Hb) nach rechts, d. h. auf die Seite des Desoxy-Hb verschoben. Somit ist es plausibel, dass auch mehr Sauerstoff abgegeben werden kann, bei relativ reduzierter Sauerstoffaufnahme. Das Phänomen der Rechtsverschiebung der Sauerstoffbindungskurve hat praktische Konsequenzen für das Bergsteigen und das Tauchen. Im Höhentraining wird dieser Umstand benutzt, um zuerst den 2,3-BPG-Wert ansteigen zu lassen, wodurch EPO-vermittelt eine verstärkte Erythropoese erreicht wird.
In Blutkonserven muss 2,3-BPG durch ein Analogon wie etwa Glucose oder Inosin ersetzt werden, weil es instabil ist und schnell zerfällt. Im Körper wird es ständig neu synthetisiert. Das Gamma-Globin des fetalen Hämoglobins (HbF) hat eine geringere Affinität zu 2,3-BPG. Damit erhöht sich im Vergleich zum adulten Hämoglobin (HbA) die Affinität des fetalen Hämoglobins zu Sauerstoff. Das ermöglicht eine leichte Übertragung von Sauerstoff von der Mutter zum Fetus.
Die Arthropoden besitzen als respiratorisches Pigment das Hämocyanin. Hier übernimmt das Lactat die Funktion des 2,3-BPG und führt zu einer Verschiebung des mittleren Teils der Sauerstoffbindungskurve nach rechts.